# گیلبرت چاگوری
گیلبرت چاگوری (انگلیسی: Gilbert Chagoury؛ زادهٔ ۸ ژانویه ۱۹۴۶) کارآفرین، نیکوکار، دیپلمات و سرمایه‌دار اهل نیجریه است.